# Zone tampon
Pour les articles homonymes, voir zone tampon (politique).
Une zone tampon (en anglais « buffer zone ») est une zone située entre deux entités géographiques ou biogéographiques (ex. : pays, milieu naturel ou artificialisé), qui lie et/ou sépare les deux entités. 
Le sens de l'expression varie selon la fonction et le type de zone tampon, ou la raison pour laquelle il existe une séparation ou un lien. Elle peut être temporaire (ex : cordon sanitaire) ou plus durable.
Dans le domaine de l'environnement (et de la trame verte et bleue en particulier), il peut par exemple s'agir d'une ceinture verte urbaine, d'une lisière faisant l'objet d'un projet de conservation. Alors que plus généralement en aménagement, il peut s'agir de certaines zones de servitudes restrictives.
Les objectifs d'une zone tampon peuvent être mis en place pour soutenir la protection de l'environnement, pour protéger des zones résidentielles et d'activités commerciales (contre le risque industriel ou certains risques naturels tels que le risque d'inondation qui peut justifier l'établissement de zonages inconstructibles).
Dans le monde, certaines zones tampons ont donné lieu à une « mise en réserve » de vastes espaces inhabités ou non cultivés, devenus eux-mêmes remarquables dans de nombreuses régions de plus en plus développées et fréquentées.

## Urbanisme
Une zone tampon désigne un terrain ou un plan d’eau utilisé pour distinguer l'usage d'un terrain d’un autre, par exemple afin de contrer ou d’enrayer le bruit, la lumière ou d’autres aspects nuisibles.

## Environnement
C'est une zone située à l'interface (« écotone ») entre deux milieux ou habitats naturels ou habitats d'espèces.
La conservation de la nature utilise des zones tampons pour améliorer la protection des zones relevant de la restauration, protection et gestion de la biodiversité (ex aires protégées au sens Natura 2000 ou UICN du terme et en particulier les catégories V ou VI de l'UICN).
La zone tampon d'une aire protégée peut être située à sa périphérie. Elle peut aussi servir de zone de connexion biologique et raccorder (connexion biologique) plusieurs aires protégées, ou raccorder des éléments différents au sein ou à la périphérie interne d'une même zone protégée, augmentant ainsi leur dynamique et la productivité de l'effort de conservation.

 
Le terme de  « zone tampon » a gagné en popularité dans le domaine de la conservation du patrimoine naturel et culturel par son utilisation par l'UNESCO dans la Convention sur le patrimoine mondial, où il 

« sert à fournir une couche supplémentaire de protection autour d'un bien du patrimoine mondial ». À Davos (Suisse), l'Unesco et le Centre du patrimoine mondial ont réuni du 11 au 14 mars 2008 un groupe d'experts pour approfondir la notion de zone tampon (journées intitulées Patrimoine mondial et zones tampons).
Le principe de zone tampon a été inclus dans les orientations guidant la mise en œuvre de la Convention sur le patrimoine mondial de 1977. Dans les versions les plus récentes des Directives opérationnelles de 2005, il est fortement recommandé (mais non obligatoire) d'inclure une zone tampon dans l'inscription d'un site sur la Liste du patrimoine mondial ».

Dans le domaine agrienvironnemental, la loi impose en France plusieurs types de bandes enherbées pour protéger le réseau hydrographique d'apports excessifs de nitrates, phosphates et pesticides à partir des zones cultivées, ainsi que pour protéger les berges de l'érosion et l'eau d'une turbidité anormale.
La zone riparienne tampon (les anglophones parlent de « riparian buffer ») désigne l'ensemble de zones enherbées, zones humides et ripisylves le long de cours d'eau, à l'image des milieux qui se forment spontanément dans la nature. Cetensemble mixte présente les performances les plus élevées en matière de restauration et protection des sols, des berges, des nappes phréatiques et des eaux superficielles, et qui peuvent aussi constituer des éléments importants de réseaux écologiques de type trame verte et bleue pour la biodiversité.

### Ripisylves et bandes enherbées en zones tampons de protection de l'eau et des sols

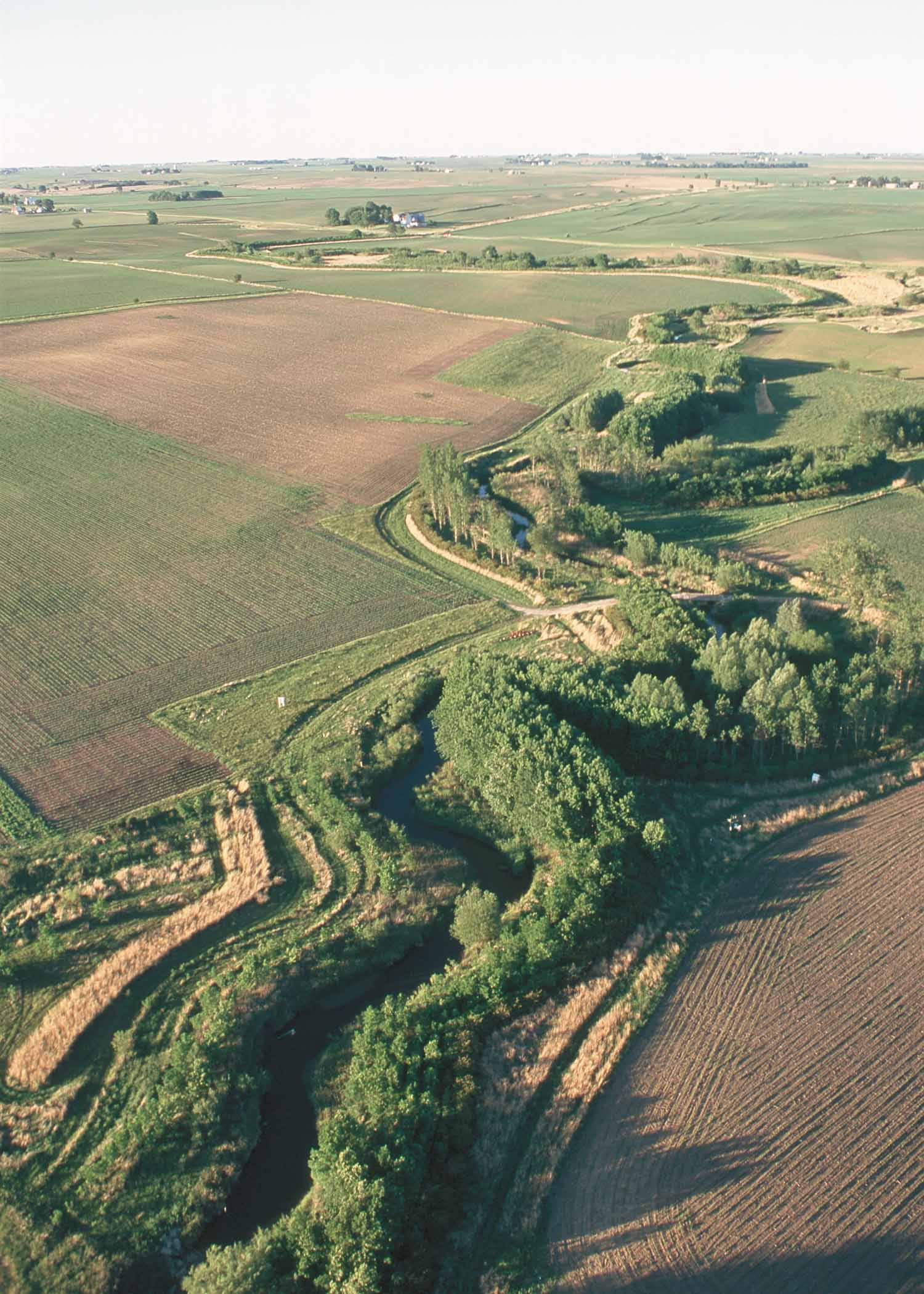
L'intérêt et l'efficacité pour la restauration, protection et gestion de la qualité de l'eau des cours d'eau par des zones tampons associant bandes enherbées et ripisylves a été largement démontré aux États-Unis par l'expérience de "Bear Creek" (Story County, Iowa, désignée le 16 juin 1998 programme national d'expérimentation aux États-Unis). La zone tampon "multi-espèces" est constituée - sur 1 km de long - de plantations "filtrantes" sur 20 m large avec 4 à 5 rangs d'arbres d'essences pionnières à croissance rapide (peupliers, érable argenté, saules et frênes rouges)) plantés le plus près du cours d'eau, puis deux rangées d'arbustes, et d'une bande enherbée de 7 m large entre la ripisylve et les champs agricoles. Des zones humides à vocation de lagunage naturel y sont intégrées. Ce secteur a été choisi pour l'expérience parce qu'il s'était fortement dégradé dans les années 1980-1990.

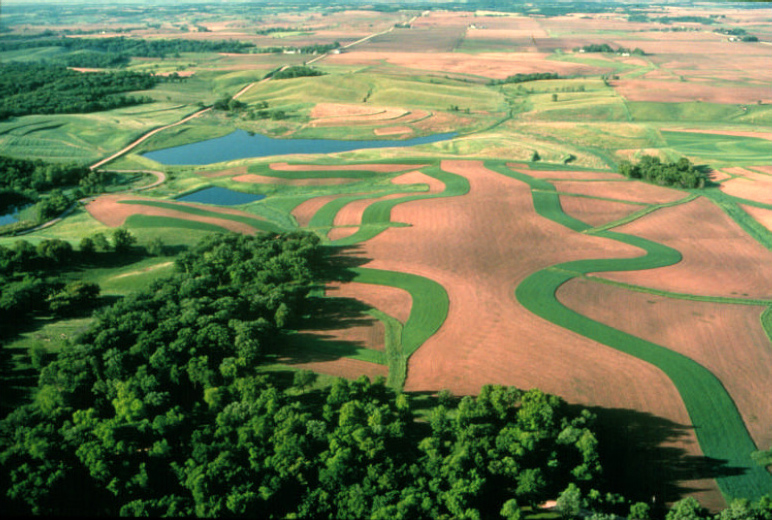
Autre exemple de zones tampons intégrant bandes enherbées et zones humides, également aux États-Unis

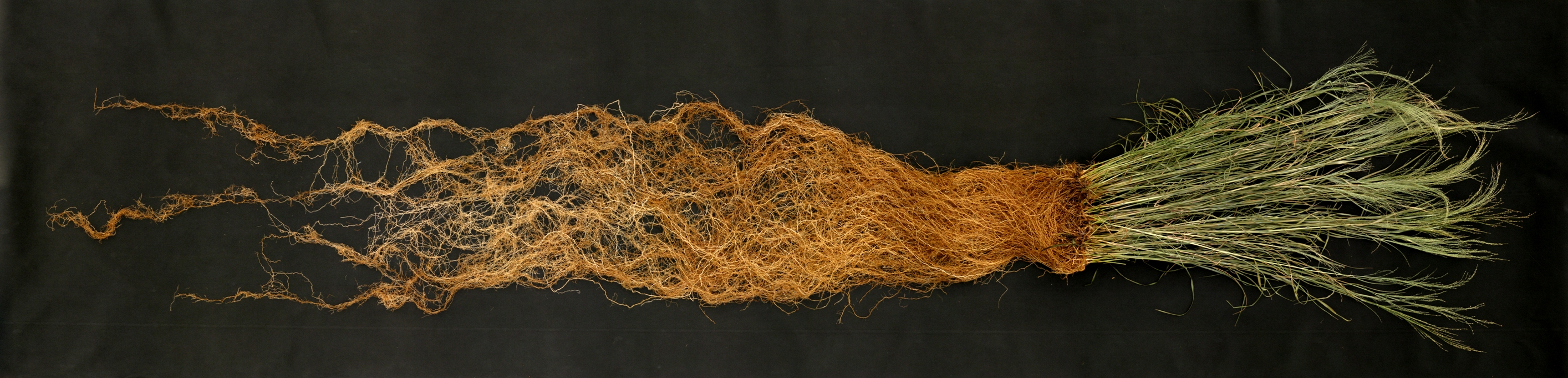
Le système racinaire très dense et fin de Panicum virgatum contribue à fixer le sol et à y améliorer les interactions sol-racines-microbes ainsi que la circulation verticale de l'eau et son épuration. Cette plante a été expérimentalement réintroduite, avec succès, dans les zones tampons de la Bear Creek

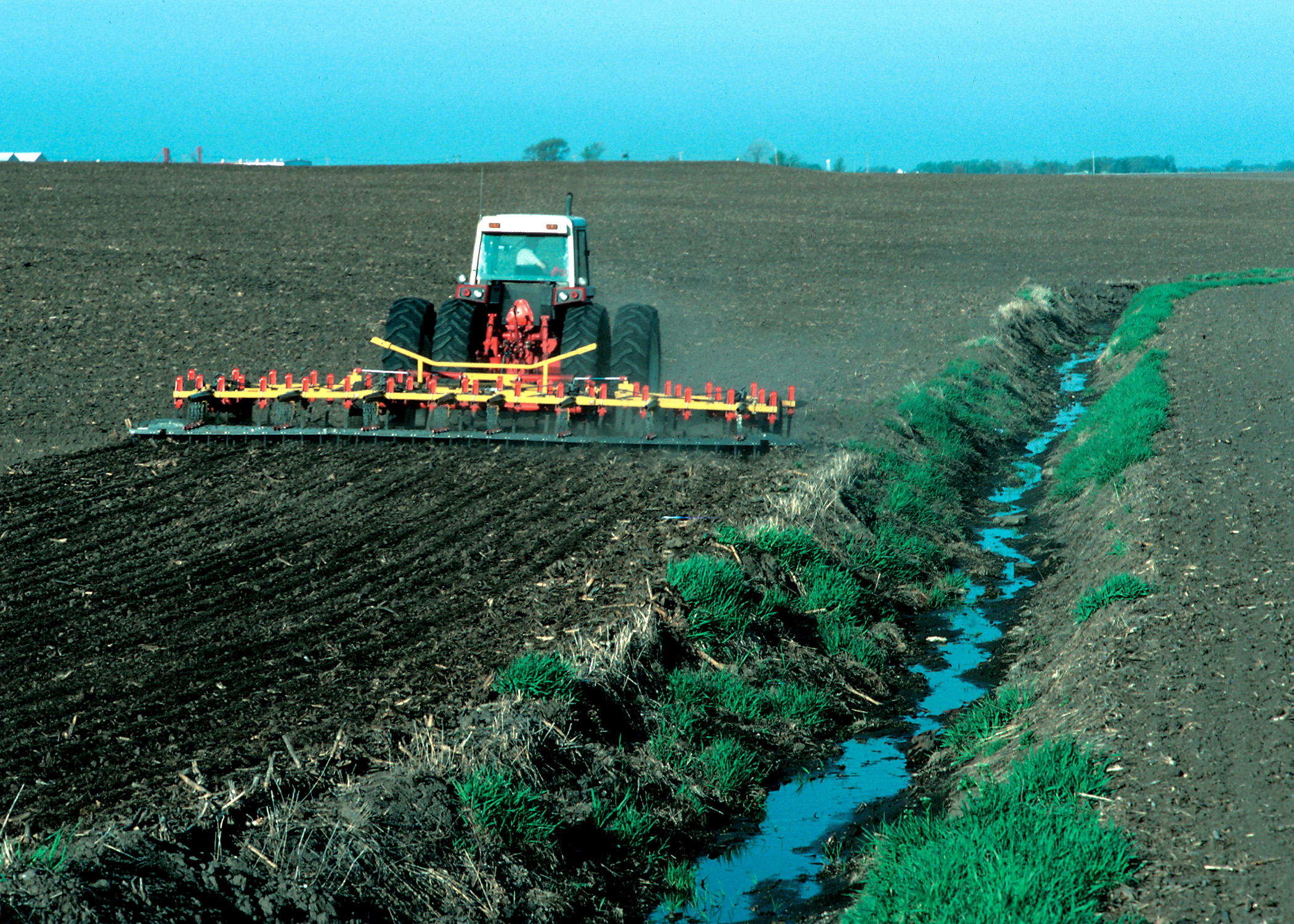
Sans zones tampons, le cours d'eau est directement exposé au lessivage des engrais et de certains biocides toxiques, ainsi qu'à l'érosion des sols.

En 1990, la plantation expérimentale d'une ripisylve et de zones enherbées multispécifiques (multi-species riparian buffer strip ou MSRBS) le long d'un segment dégradé de la Bear Creek (dans le centre de l'Iowa, sur un bassin d'environ 35 km de long et étroit (3-6 km de large), drainant et irriguant 7 661 ha de terres agricoles consacrée à la culture du maïs et du soja, et — en bordure de cours d'eau — de zones de pâturage intensif qui contribuaient à dégrader les berges, voir photo ci-contre) a fait l'objet de plus de 15 ans d'études de ses impacts, par des scientifiques de l'université d'État de l'Iowa et des spécialistes en agroécologie (du Leopold Center for Sustainable Agriculture). Il s'agissait notamment de mesurer ses impacts en matière d'atténuation de la pollution diffuse provenant du bassin versant.
Ils ont démontré que cette zone tampon a cumulé de nombreux intérêts : 
- elle a contribué à bloquer jusqu'à 90 % des sédiments qui arrivaient dans la rivière via le ruissellement. Des études utilisant des pluies artificielles (à 3 reprises) appliquées sur des zones agricoles dénudées de 22,1 m de large jouxtant une zone tampon enherbée (Panicum virgatum dominant) de 7,1 m de large ou de 16,3 m de largeur de zone mixte (enherbée-ligneuses) ont montré que la bande enherbée de Panicum a piégé 70 % des sédiments y entrant, alors que la zone ligneuse et enherbée en piégeait plus de 92 %. De manière générale, les zones tampons ont conservé 93 % du sable et des particules limoneuses apportées par l'eau de ruissellement, et 52 % des particules d'argile. Lors d'une simulation de 2h de fortes précipitations (25 mm/h, la bande tampon enherbée a capté 64 % de l'azote total, 61 % des nitrates (NO3−), 72 % du phosphore total et 44 % des ions phosphates (PO4−). La zone tampon mixte a été encore plus performante (avec la captation de 80 % de l'azote total, 92 % des nitrates, 93 % du phosphore et 85 % des phosphates). Lors d'une simulation de très fortes précipitations (69 mm/h) pendant une heure, la bande enherbée a capté 50 % de l'azote, 41 % des nitrates, 46 % du phosphore et 28 % des phosphates, respectivement, alors que la bande tampon mixte a capté 73 % de l'azote, 68 % des nitrates, 81 % du phosphore et 35 % des phosphates y entrant. La bande enherbée a efficacement piégé les sédiments les plus grossiers et les nutriments liés aux matières sédimentables, mais c'est la bande mixte enherbée et arborée qui a le plus efficacement piégé l'argile et les nutriments solubles.
Attention, ces chiffres ne sont pas transposables directement pour les sols tropicaux ou européens (les poacées européennes enfoncent moins profondément leurs racines, mais des roseaux, iris et d'autres espèces se montrent également très performants)[6] ;
- elle contribue à la dénitrification[5],[7] des sols et a bloqué ou absorbé environ 80 % des apports en azote et phosphore (apportés par les eaux de ruissellement qui eutrophisaient avant cela la rivière) ;
- elle a permis de multiplier par 5 le nombre d'oiseaux accueillis (par rapport à un champ ou à une zone intensivement pâturée) ;
- elle a permis de multiplier par 5 fois la vitesse d'infiltration des pluies vers la nappe (par rapport à un champ cultivé ou à une pâture intensive) ;
- elle a permis d'épurer jusqu'à 90 % de nitrates[5] avant qu'ils n'atteignent les eaux souterraines. On a aussi montré à cette occasion que le COT (Carbone organique total) n'était pas un bon prédicteur de la capacité de dénitrification du sol (qui varie selon la profondeur et d'autres paramètres que le carbone), mais que cependant, les sédiments sableux sont moins efficaces quant à la dénitrification que ceux qui sont plus riches en matière organique[7] et que l'humidité du sol augmente la dénitrification[7] ;
- elle a permis de diminuer l'érosion des berges de 80 % (par rapport aux champs ou pâture intensive) ;
- elle a permis de doubler la respiration du sol par rapport au sols agricoles voisins. Le sol était le plus activement "vivant" là où la densité en racines était la plus élevée, sous les peupliers et bandes enherbées de Poaceae[8] (pouvant être endomyccorhyzées par le mycélium de Neotyphodium coenophialum) ;
- l'efficacité maximale pour diminuer l'apport en sédiments a été atteinte rapidement (en 5 ans). Après 4 saisons de croissance, les arbres mesuraient de 2,4 à plus de 5,5 m de haut, et la biomasse des érables argentés atteignait déjà 8.4 millions de grammes par ha (poids sec), soit plus de 2 à 7 fois les taux mesurés sur les placettes de suivi scientifique de la même espèce dans les autres secteurs de l'Iowa, mettant en évidence un effet « puits de carbone » plus important qu'attendu[4].
Les espèces d'arbustes (choisies pour leur autochtonie et leur intérêt pour la faune souhaitée, ont également très bien poussé (notamment les rosacées du genre Physocarpus, les viornes (Viburnum) et le Prunus tomentosa ont le mieux poussé[4]. Dans la strate herbacée, on a réintroduit le panic érigé (Panicum virgatum), une grande céréale sauvage autrefois très répandue aux États-Unis. Ses touffes peuvent dépasser 2 m de haut et ses racines peuvent décolmater les sols jusqu'à plus de 4 m de profondeur. Elle a développé dans la zone tampon des peuplements denses dont le tissu racinaire a très efficacement fixé les sols et épuré les eaux qui y ruisselaient à partir des champs cultivés, améliorant aussi les taux d'infiltration de l'eau. Les premières données montrent la présence d'une biomasse racinaire bien plus importante dans la zone tampon que les champs agricoles, ce qui suggère des sols mieux stabilisés[4] et plus actifs quant au stockage du carbone[4] ainsi qu'une vie microbienne beaucoup plus intense, ainsi que de meilleures capacités d'absorption et épuration des eaux pluviales et de surface et des interactions sol-racines-microbes plus efficaces. Les taux d'azote/Nitrate n'ont jamais dépassé 2 mg/l dans la zone tampon (contre 12 mg/l en moyenne dans les champs voisins. 
Les données recueillies suggèrent que la zone tampon épure efficacement les engrais perdus par les champs, même dans la zone de vadose et saturée en eau[4] ;
- en 10-15 ans l'efficacité maximale pour l'élimination des nutriments dans les eaux était atteinte ;
- elle a permis d'augmenter le taux de carbone organique du sol (jusqu'à + 66 %) en quelques années, et de diminuer le carbone organique total dans l'eau[5] ; la qualité du sol et la profondeur de la zone vivante (respirante) a doublé en quelques années sous la zone tampon (par rapport aux sols antérieurs ou voisins, colonisés par les racines de maïs ou du soja)[9]. L'amélioration du sol est très significative en quelques années : le carbone particulaire varie rapidement et de manière saisonnière, mais le carbone organique total augmente de plus de 1 % par an, de 8,5 % (en six saisons de croissance à partir des plantations) sous les zones mixtes (de peupliers associés avec une strate herbacée dense), et 8,6 % sous la zone enherbée. Plus la biomasse du sol augmente, plus l'épuration permise par la zone tampon devrait être importante[10] ;
- elle offre des gîtes pour la faune sauvage, dont de nombreuses espèces auxiliaires de l'agriculture et joue un rôle évident de corridor biologique propice à la résilience écologique des agropaysages[4] ;
- la biomasse qui y est rapidement produite (ligneuse notamment) peut être utilisée en agrosylviculture[11], y compris sur place en produisant par exemple du BRF.

### Importance de la localisation d'une zone tampon
- Les zones tampons du type de celle de Bear Creek sont plus efficaces quand elles sont plus longues et situées dès la partie amont (haute) du bassin versant.
- Leur efficacité est relativement rapide après leur création ; Dès 4 ans après les plantations, des eaux de ruissellement dépassant souvent 15 mg/l  pour les nitrates sont épurées à moins de 3 mg/l, avec des performances qui devraient encore s'améliorer avec le temps[4].
- Le choix de l'implantation peut être optimisé. La zone tampon est plus efficace là où les flux d'eau sont préférentiellement actifs dans les couches superficielles du sol ou en surface (ruissellement) et près d'un cours d'eau ou autour d'une zone de captage sera plus efficace[12], et là où ces flux sont plutôt lents (de manière à laisser le temps aux microbes et racines d'exercer leur activité épuratrice[13]. Le faible taux d'oxygène dissous dans ces endroits laisse penser que la dénitrification est le principal mécanisme d'élimination de l'azote (actif en automne et en hiver quand la photosynthèse ne permet plus aux plantes d'être actives).
- Les données disponibles montrent que les effets bénéfiques des zones tampons varient selon leur taille et implantation (en fonction de facteurs contrôlés par la pédo-géologie, le « temps de séjour » des eaux souterraines, la pollution, l'environnement géochimique… ; plus que par l'ancienneté d'existence de la zone tampon[13]).

Sur ce site où la recherche se poursuit, dans un second temps, la recherche s'est étendue en amont et aval, avec la plantation de 14 nouvelles zones tampons le long de 14 miles de rivière dans le comté de Story et celui d'Hamilton. Près de 50 % des agriculteurs riverains se sont maintenant associés à ce programme de conservation et ont restauré de telles zones tampons. Le site a été visité par plus de 50 ONG de conservation de la nature et agricoles de l'Iowa.
En France des études sont également en cours autour des zones tampons, notamment par des équipes de l'Irstea. Ils se basent sur le diagnostic hydrologique d'un territoire pour déterminer la localisation optimale d'une zone tampon. Par exemple, dans le cas des bandes enherbées, il n'est pas toujours intéressant de les placer près des rivières et proches des nappes car la présence d'eau pourrait faire flotter et emporter les particules polluantes sans laisser le temps aux bandes enherbées d'agir. Dans ces cas, on préconisera une bande enherbée en amont d'une parcelle.

### Importance de la largeur d'une zone tampon
Pour être écologiquement efficace (pour les objectifs qu'on lui fixe), une zone tampon doit avoir une largeur minimale. 
Le calcul de cette largeur peut s'appuyer sur les besoins de certaines espèces-parapluie dont le castor. Ce dernier récolte 95 % des plantes qu'il utilise pour son alimentation et ses besoins de construction à moins de 50 m du bord de l’eau. « Une revue des espèces riveraines incluant les invertébrés, les amphibiens, les reptiles, les mammifères et les oiseaux indique qu’une zone tampon large de 50 m (mesurée à partir de la ligne des hautes eaux) dans son état naturel (végétation indigène intacte) constitue une surface minimale pour satisfaire la majorité des espèces riveraines obligatoires ». Certains amphibiens nécessitent toutefois plus d'espace (ainsi que des mammifères tels que l'orignal au Canada ou l'élan en Europe). « Pour conserver ces espèces aux habitats étendus, on recommande des tampons riverains continus et intégrés dans un plan de connectivité incluant des réserves en hautes terres. Une telle planification des bassins versants assurera que les tampons riverains puissent également servir de corridors pour les déplacements et la dispersion des espèces animales riveraines et des hautes terres ».

### Dans le cadre d'unetrame verteou d'unréseau écologique
Une zone tampon est dans ce contexte une zone intermédiaire, plus ou moins large, entre le corridor biologique ou un habitat essentiel et son contexte ici dit « matrice écopaysagère ». « Les zones tampons visent à protéger les zones noyaux des processus dommageables liés à la présence d’activités en dehors du réseau » ,. 

Comme pour les autres éléments essentiels d'une trame verte, la zone tampon doit être clairement définie et pouvoir être contrôlée. 
En France, le guide méthodologique réalisé en 2009 pour la Trame verte et bleue précise que « la continuité écologique transversale, entre le cours d'eau et les zones humides annexes, s'avère pertinente à préserver, en évitant ou supprimant tout obstacle aux échanges physiques et biologiques, telles que protections de berges, digues, ou autre aménagement propice à sa canalisation ».
De manière générale, l'UICN, le réseau Man and Biosphère et tous les organismes de conservation recommandent que le noyau protégé des parcs nationaux soit entouré d'une zone tampon. Certaines réserves naturelles petites ou vulnérables peuvent également inclure une zone tampon ou en être ceintes. Le règlement y est moins contraignant.

On admet dans les zones tampons certaines activités humaines, et en essayant de limiter leurs impacts écologiques, par exemple, l'agriculture sera encouragée mais sous forme d'élevage extensif ou avec des pratiques d'agriculture biologique.
Une zone tampon permet parfois aussi d’arrondir un « cœur d'habitats» (ou « noyau ») de telle manière qu’on obtienne une unité naturellement mieux adaptée à la topographie et que la gestion de la zone tampon s'en trouve facilitée. 

Elle peut entourer et protéger une Réserve naturelle ou une Réserve biologique (domaniale (publique), forestière (privée ou de forêt de collectivité), dirigée, intégrale…) ou encore un corridor biologique. Il peut parfois s'agir de dispositifs temporaires ou saisonniers, ou relativement modestes quant à l'occupation de l'espace tels que haies, ripisylves ou bande enherbée. 

Souvent elle ne se différencie du territoire environnant que par une moindre pression anthropique. Conçue judicieusement, une zone tampon peut également servir d'habitat et de lieu d'implantation pour une faune et une flore diversifiées et spécifiques (dont auxiliaires de l'agriculture le cas échéant).

### Gestion de l'eau
- Le Compartiment sous-fluvial a valeur de corridor biologique fonctionnellement couplé au fleuve (ou rivière), mais joue aussi un rôle de zone tampon pour le fleuve et parfois d'autres aquifères[20], ce qui en fait potentiellement en Europe et France respectivement des éléments du réseau écologique paneuropéen et de la trame bleue[20], et donc à prendre en compte dans le cadre de la Directive cadre sur l'eau (bon état écologique à conserver ou retrouver en 2015) et dans les études d'impacts et mesures compensatoires[21].
- Dans les pays et cas où il existe, le périmètre de protection éloignée (PPE) d'un captage d'eau potable est parfois assimilé à une zone tampon ; certaines activités dangereuses pour la nappe y sont réglementées, alors qu'elles sont interdites dans le périmètre de protection rapprochée. 
Des zones tampons pourraient également protéger des éléments de bassin versant ou de champs captant vulnérables ou prioritaires.

## Agriculture
On appelle souvent zone tampon une surface (parfois très linéaire ou interstitielle) non cultivée, enherbée et/ou boisée, « ayant la capacité d’intercepter les flux d’eau et de substances et de protéger les milieux aquatiques ». Il s'agit souvent d'une bande enherbée, d'une haie bocagère ou d'un dispositif similaire (noue, talus…) destiné à protéger les cours d'eau des engrais et pesticides des cultures adjacentes. 

En France, le CORPEN a créé en 2006, un groupe de travail, notamment chargé de publier une brochure « Les fonctions environnementales des zones tampons  : les bases scientifiques et techniques des fonctions de protection des eaux »  et d'expliquer leur utilité pour les milieux aquatiques.  Si l’efficacité des zones tampons a été démontrée, elle est fortement dépendante des conditions locales (climat, chemins de l’eau…) et de l’état de la zone tampon (localisation dans le versant, dimensions, végétation, tassement…). Ces questions sont traitées dans un guide téléchargeable, publié en 2016 et élaboré dans le cadre du Groupe technique national zones tampons co-animé par l’AFB (ex Onema) et l'Irstea .
En Europe et donc en France, dans le cadre de l'écoéligibilité de la nouvelle Politique agricole commune (PAC), certaines zones tampons (bandes enherbées, lisières, bords de mares) et quelques autres éléments paysagers semi-naturels d'intérêt agroécologique et écologique sont éligibles au dispositif des « surfaces équivalentes topographiques ».